# Коваль Антоніна Іванівна
Антоніна Іванівна Коваль (20 липня 1938, Вознесенськ, Українська РСР — 13 травня 2017 року, Москва) — радянська і російська лінгвістка, африканістка, фахівчиня з мови пулар-фульфульде і культури фульбе.
Наукові інтереси: африканістика, пулар-фульфульде, типологія, усна словесність, соціо — та етнолінгвістика.

## Біографія
Антоніна Коваль народилася 20 липня 1938 року в місті Вознесенськ Одеської області (нині Миколаївської області) в сім'ї біолога і агронома Івана Григоровича Коваля та шкільної вчительки Антоніни Дмитрівни Коваль (до шлюбу Рождественської). Мати Антоніни Коваль була дочкою священика, батько походив із селянської родини. Була третьою дитиною в сім'ї після брата Івана (1934—2011) і сестри Любові (нар.. 1937).
Коли Антоніні було кілька місяців, сім'я переїхала до міста Путивль Сумської області. З цим містом було нерозривно пов'язане все життя вченої. У 1943 році батько Антоніни пішов добровольцем в ополчення і незабаром загинув при форсуванні Дніпра.
У 1956 році Антоніна Коваль вступила на російське відділення філологічного факультету Московського державного університету імені М. В. Ломоносова. Була обрана старостою курсу. Серед однокурсників і близьких друзів А. І. Коваль були Світлана Толстая, Ольга Ревзіна, Т. М. Судник, Л. Г. Невська, Сандро Кодзасов, Елка Бакалова.
Після закінчення університету один рік працювала за розподілом вчителькою російської мови і літератури в дитячому будинку міста Кемерово. У грудні 1962 року пошлюбила однокурсника, починаючого лінгвіста Олександра Кибрика. У 1963 році народила сина Андрія (лінгвіст), у 1967 році — доньку Антоніну (художниця).
У 1963—1971 рр. працювала у відділі семіотики Всеросійського інституту наукової і технічної інформації Академії наук Російської РФСР під керівництвом Юлія Шрейдера.
З 1971 року Антоніна Коваль працювала у відділі африканських мов Інституту мовознавства.
У 1976 році захистила кандидатську дисертацію на тему «Семантико-граматичні принципи іменної класифікації в фула (діалект фута-джаллон)» під керівництвом Наталії Охотінойї.
Антоніна Коваль зробила великий внесок в організацію лінгвістичної африканістики як науки. В 1980-ті роки вона керувала Науковим товариством аспірантів і стажистів при секторі африканських мов. Була основною фактичною організаторкою лінгвістичних секцій міжнародних (раніше — всесоюзних та всеросійських) конференцій африканистів. Редакторка продовжуваного видання «Дослідження мов Африки» (ряд випусків з 1995 по 2016 роки). Організаторка публікації трьох колективних томів «Африканської казки», до яких зібрані фольклорні тексти різними африканськими мовами з докладним лінгвістичним аналізом.
Антоніна Коваль підготувала п'ять кандидатів наук, з них четверо — з африканських країн: Бурейма Нялиіули, Борі Траоре, Ндьяссе Чам, Гуро Диілл, Марію Косогорову. В різні роки також надавала консультативну та редакторську допомогу іншим диссертантам відділу африканських мов та іншим молодим колегам, в тому числі іноземним аспірантам з країн Африки.
Входила до Наукової ради Російської Академії наук з проблем Африки та Проблемної комісії РАН з теорії та історії літературних мов.
Читала курси лекцій з африканістики, фуланістики і типології в ІСАА МГУ, МГІМО, РДГУ.
У 1970-х і 1980-х рр. була членом місцевкому інституту та головою «дитячої комісії». Зокрема, організувала концерт Булата Окуджави, творчий вечір Віктора Попкова. Провела велику кількість дитячих свят для дітей співробітників інституту. За її ініціативи при інституті був створений дитячий гурток з малювання під керівництвом художниці Діни Гольцман.
У 1998 році до ювілею Антоніни Коваль був виданий збірник наукових статей «Мова. Африка. Фульбе» (СПб. — М., видавництво «Європейський дім», під ред. Валентина Видріна та Андрія Кибрика).
Антоніна Іванівна Коваль померла 13 травня 2017 року в своїй московській квартирі після важкої і тривалої хвороби. Похована на сільському кладовищі села Коряково Борівського району Калузької області поруч зі своєю матір'ю А. Д. Коваль (1908—2001).
Секція «Мови Африки» XXIX Міжнародного конгресу «Азія і Африка: спадщина і сучасність» (Санкт-Петербург, 21-23 червня 2017 р.) була присвячена пам'яті А. І. Коваль.

## Внесок у науку
Антоніна Коваль була ведучою радянською та російською спеціалісткою з мови пулар-фульфульде (пула) і культурі фульбе, а також мов і культур Західної Африки в цілому — в дескриптивній, типологічній, філологічній, етно- та соціолінгвістичній перспективі.
Як лінгвістка-граматистка описала функціонування в діалектах пулар-фульфульде категорії іменного класу та класного узгодження і системи дієслівних категорій, особливо заставних, в тому числі в типологічній перспективі. У монографії «Дієслово фула в типологічному висвітленні» (1997, у співавторстві з Б. А. Нялібули) представила детальний аналіз валентних класів дієслів і актантної деривації пулар-фульфульде, запропонувавши термін «актантно-значущі перетворення».
Як філологиня описала функціонування фольклору та епосу фульбе, увівши поняття і термін «усна література». У монографії «Епос і література фульбе» (1990) опубліковані з докладним лінгвістичним та культурологічним коментарем найважливіші епічні тексти на пулар-фульфульде, дано аналіз їх мовних особливостей і намічено загальний підхід до аналізу та анотування усних канонічних текстів.
Як соціолінгвістка Антоніна Ковальв увела в науковий обіг поняття ацентричної дисперсної мови. У монографії «Соціолінгвістична типологія: Західна Африка» (1984, у співавторстві з В. О. Виноградовим та В. Я. Порхомовським) запропонувала типологію мовних ситуацій на матеріалі Західної Африки.

## Основні праці
- Кандидатская диссертация: «Семантико-грамматические принципы именной классификации в фула (диалект фута-джаллон)». М.: Институт языкознания АН СССР, 1976.
- (ответственный редактор) Африканская сказка — III. К исследованию языка фольклора. М.: Восточная литература, 2005. 519 с.
- (у співавторстві з Б. А. Нялибули) Глагол фула в типологическом освещении. М.: Русские словари, 1997. 253 с.
- Эпос и литература фульбе. М.: Наука, 1990. 238 с.
- (в спіавт. з Г. В. Зубко) Язык фула. М.: Наука, 1986. 142 с.
- (в спіавт. з В. А. Виноградовим та В. Я. Порхомовським) Социолингвистическая типология: Западная Африка. М.: Наука, 1984. 128 с. 2-е изд., исправленное и дополненное. М.: УРСС, 2008. 3-е изд. М.: УРСС, 2009. 4-е изд. М.: УРСС, 2014.

## Родина
Чоловік — лінгвіст Олександр Євгенович Кибрик (1939—2012). Син — лінгвіст Андрій Олександрович Кибрик (нар.. 1963). Дочка — художниця Ніна Кибрик (нар.. 1967).
Брат — Іван Іванович Коваль (1934—2011), капітан далекого плавання Одеського торгового флоту. Сестра — Любов Іванівна Коваль (нар.. 1937), біохімік, живе в місті Махачкала.